# Léon Wieger
Georges Frédéric Léon Wieger, nació el 9 de julio de 1856 en Estrasburgo (Francia) y murió en el distrito de Xian en Hebei (China) el 25 de marzo de 1933. Fue un Médico y sacerdote jesuita francés, famoso como misionero y sinólogo, que pasó la mayor parte de su vida adulta en China, sobre todo en el Vicariado Apostólico de Ché-li Sudeste (fundado en 1856), que más tarde se convirtió en el Vicariado Apostólico de Xianxian (1924) y después la Diócesis de Sien-Hsien.

## Biografía
Alsaciano, hijo de un profesor de medicina de la Universidad de Estrasburgo y médico de formación (como Albert Schweitzer), Wieger ejerció la medicina durante dos años antes de entrar en el noviciado de la Compañía de Jesús el 21 de enero de 1881 en Tronchiennes (Bélgica).
Ordenado sacerdote el día 31 de julio de 1887, Léon Wieger marcha el mismo año para la misión de Tche-li Sudeste. Se preocupaba principalmente por la higiene y practicaba la medicina. A partir de 1893, su superior religioso le dirigió hacia el estudio del chino y de las tareas más intelectuales. Sus investigaciones le llevaron a hacer importantes contribuciones al campo del folclore chino así como al budismo y el taoísmo . Además de su trabajo de traducción, también realizó investigaciones sinológicas. Los libros del canon taoísta han sido numerados desde hace tiempo, según su presentación.
En 1905 recibió el premio Stanislas Julien por su estudio del dialecto hocten. También fue elegido miembro de la Académie des inscriptions et belles-lettres de París. .

## Obras

### Como autor[4]
- Rudiments de parler et de style chinois, dialecte de Ho-Kien-Fou, Ho-Kien-Fou, Imprimerie de la mission catholique, 1895
- Folk-lore chinois moderne, Sien-hsien, imprimerie de la mission catholique, 1909
- La Chine à travers les âges : Précis. Index biographique. Index bibliographique, Imprimerie de la mission Catholique, 1924
- Histoire des croyances religieuses et des opinions philosophiques en Chine, avec illustrations. Première et deuxième périodes : jusqu’en 65 après J.-C.; Troisième et quatrième périodes : de 65 à nos jours. Deuxième édition, imprimerie de Hien-hien, 1922, 798 pages. Première édition, 1917.
- Caractères chinois Sien-hsien, imprimerie de la mission catholique, 3e édition 1916
- traduction du précédent: Chinese Characters: Their Origin, Etymology, History, Classification and Signification (Translated into English by L. Davrout, S.J.) New York: Paragon Book Reprint Corp. & Dover Publications, Inc. 1965

### Como traductor[5]
- Textes philosophiques, Sien-hsien, imprimerie de la mission catholique, 1906
- Taoïsme. Tome II, Les pères du système taoïste, 1910
- Lao-Tseu, Tao-tê-king; trad. du chinois par le R.P. Léon Wieger, introd. par Jean Varenne, Monaco, ed. du Rocher, 1991
- Bouddhisme chinois, textes établis, présentés et traduits par Léon Wieger, Paris, Cathasia, 1951